# Mattie
Mattie (en arpitano Màtie) es una localidad y comune italiana de la provincia de Turín, región de Piamonte, con 767 habitantes.  Está situado en el Valle de Susa, uno de los Valles arpitanos del Piamonte. Limita con los municipios de Bussoleno, Fenestrelle, Meana di Susa, Roure y Susa.

## Evolución demográfica
| Gráfica de evolución demográfica de Mattie entre 1861 y 2001 |
|                                                              |
| Fuente ISTAT - elaboración gráfica de Wikipedia              |

## Administración
| Periodo | Identidad       | Partido      |
| ------- | --------------- | ------------ |
| 2004-   | Cesare Bellando | Lista cívica |